# Quadrencyrtus
Quadrencyrtus is een geslacht van vliesvleugeligen uit de familie Encyrtidae. De wetenschappelijke naam van dit geslacht is voor het eerst geldig gepubliceerd in 1952 door Hoffer.

## Soorten
Het geslacht Quadrencyrtus is monotypisch en omvat slechts de volgende soort:
- Quadrencyrtus paradoxus Hoffer, 1952